# Acacia inceana
Acacia inceana är en ärtväxtart som beskrevs av Karel Domin. Acacia inceana ingår i släktet akacior, och familjen ärtväxter.

## Underarter
Arten delas in i följande underarter:
- A. i. conformis
- A. i. inceana